# Маккензи (планина)
Маккензи (на английски: Mackenzie Mountains) е система от планински хребети в северозападната част на Канада, Северозападни територии и територия Юкон, част от източния пояс на Северноамериканските Кордилери. Простира се на 940 km, от долината на река Пийл (ляв приток на Маккензи) на север до долината на река Южна Нахани (ляв приток на Лиард) на юг. Ширината ѝ достига до 330 km, като на запад незабелижимо преминава в платото Юкон, а на изток склоновете ѝ полегато се спускат към долината на река Маккензи. В тези си граници заема площ от 330 782 km². Най-високите ѝ части са на запад, в хребета Селуин – връх Кил Пик 2952 m. Планината Маккензи е изградена предимно от седиментни скали. Има следи от древни заледявания. От източните ѝ склонове водят началото си множество реки от басейна на река Маккензи – Южна Нахани, Редстън, Кийл, Каркажу, Маунтин, Арктик Ред Ривър и др., от западните – реки от басейна на Юкон (Пели, Южна Макмилан, Стюарт) и десните притоци на Пийл (Уинд, Бонет Плум, Снейк), а от югозападните – левите притоци на Лиард (Франсес, Хайлънд, Кол, Бивър, Южна Нахани). По долните части на склоновете ѝ растителността е представена от иглолистни, предимно смърчови гори, нагоре, до 1200 – 1500 m – от редки иглолистни гори и хрости, а още по-нагоре – от планинска тундра.
Планинската система Маккензи е наименувана от канадските географи и топографи, изследвали и картографирали планината през 1870-те години в чест на тогавашния 2-ри премиер-министър на Канада (1873 – 1878) Александър Маккензи.